# Grand Prix Sezon 1910
Sezon Grand Prix 1910 – kolejny sezon wyścigów Grand Prix organizowanych w Europie i Stanach Zjednoczonych przez AIACR.

## Podsumowanie Sezonu
| Data           | Grand Prix                      | Tor          | Zwycięzca (kierowcy) | Zwycięzca (konstruktorzy) | Wyniki |
| -------------- | ------------------------------- | ------------ | -------------------- | ------------------------- | ------ |
| 15 maja        | Targa Florio                    | Madonie      | Tullio Cariolato     | Franco                    | Wyniki |
| 1 października | Vanderbilt Cup                  | Long Island  | Harry Grant          | ALCO                      | Wyniki |
| 12 listopada   | Grand Prix Stanów Zjednoczonych | Savannah     | David Bruce-Brown    | Mercedes                  | Wyniki |
| 24 listopada   | Free-For-All Race               | Santa Monica | Teddy Tetzlaff       | Lozier                    | Wyniki |